# Xylókastro
Xylókastro är en kommunhuvudort i Grekland.   Den ligger i prefekturen Nomós Korinthías och regionen Peloponnesos, i den centrala delen av landet, 100 km väster om huvudstaden Aten. Xylókastro ligger 8 meter över havet och antalet invånare är 5 500.
Terrängen runt Xylókastro är lite bergig. Havet är nära Xylókastro åt nordost. Runt Xylókastro är det ganska glesbefolkat, med 40 invånare per kvadratkilometer. Närmaste större samhälle är Kiáto, 12,5 km sydost om Xylókastro. 